# 야마토정 (기후현)
야마토정(일본어: 大和町)은 일본 기후현 구조군에 설치되었던 정이다. 2004년 3월 1일에 구조의 7정촌이 합병해 구조시가 성립해 야마토정은 폐지되었다. 

## 지리
후쿠이현과의 현 경계에 위치한다.마을을 남북으로 나가라강과,  도카이호쿠리쿠자동차도, 국도 156호가 지나고 있다.

## 역사
- 1955년 3월 28일 - 니시카와촌, 야토미촌, 야마다촌이 합병해 야마토촌이 성립하였다. 야마토촌의 지명은 주민 모집에 의해 결정된 것으로 마을(당시에는 마을)이 크게 화합하여 발전하기를 바라며 붙여졌다.
- 1985년 11월 1일 - 정으로 승격해 야마토정이 되었다.
- 2004년 3월 1일 - 하치만 정·시라토리 정·다카스 촌·미나미 촌·메이호 촌·와라 촌과 합병해 구조시가 성립하였다. 동일 야마토정은 폐지되었다.

## 교통

### 철도
- 나가라가와 철도 에쓰미난 선

### 도로
- 도카이호쿠리쿠 자동차도
- 국도 제156호선

## 참고 문헌
- 角川日本地名大辞典編纂委員会,『角川日本地名大辞典 21 岐阜県』1980, 角川書店